# Quido Nossberger
Quido (též Kvido) Nossberger, křtěný Quido Alois Jan (12. září 1892 Mělník – 15. srpna 1967 Rumburk) byl skladatel.

## Život
Syn houslisty a skladatele Quida Nossbergra (1850–1910), v letech 1904–1910 žil s rodiči v Žamberku, po smrti otce v Praze, kde začal studovat zemědělský obor na tehdejší České vysoké škole technické. Od dětství se soukromě vzdělával v hudbě, roku 1912 nastoupil do sboru Arény na Smíchově, kde se brzo stal korepetitorem a občasným kapelníkem. V letech 1918–1921 působil u venkovských společností, poté v pražských operetních divadlech. V letech 1947–1948 byl hudebním referentem Svazu brannosti a od roku 1950 redaktorem hudebního oddělení DILIA.
Od roku 1915 komponoval, zprvu šansony, taneční a pochodové skladby (celkem okolo 200), později scénické hudby a díla operetní či svým charakterem podobná, kterých vytvořil okolo 70, z nichž nejúspěšnější, podle Československého hudebního slovníku osob a institucí, byly Na Vikárce u svatého Víta, Malostranské střechy (též Pod střechami Malé Strany), Loretánské zvonky, V tichém domě na Čertovce a Májové koťátko. Autorem libret byl nejčastěji Josef Kubík. Mnoho drobných skladeb a klavírní výtahy dvou desítek operetních děl vyšlo tiskem (nakladatelství Thalia Josefa Dolejšího aj.). Komponoval též chrámové skladby.

## Dílo hudební (výběr)
Hudebně dramatická díla, uvedená profesionálními soubory (podle Miroslav Šulc: Česká operetní kronika)
- Bohémské milování, premiéra 9. 8. 1919 Praha
- Prstýnkem ku štěstí, premiéra 3. 11. 1926 Praha.
- Když srdce promluví, premiéra 28. 10. 1927 Praha.
- To není ta pravá láska, premiéra 1. 11. 1930 Praha.
- Petřínský slavíček, premiéra 18. 1. 1930 Praha.
- C. k. poslední kumpanie, premiéra 29. 11. 1930 Praha.
- Komtesa z Folimanky, premiéra 1. 1. 1931 Praha.
- Harfenice z Podskalí, premiéra 11. 2. 1932 Praha, též Princezna z Podskalí, klavírní výtah s názvem V tom domečku pod Emauzy (premiéra s tímto názvem 25. 11.1935 Praha), Thalia.
- Manévr lásky, premiéra 19. 5. 1932 Praha.
- První lásky krásný sen, premiéra 31. 8. 1932 Poděbrady[5], pod názvem Na Vikárce u svatého Víta premiéra 1. 10. 1932 Praha, též První lásky krásný čas nebo První lásky zlatý čas, klavírní výtah s názvem První lásky krásný sen Zemědělské knihkupectví A. Neubert.
- Lízinka od Zpěváčků, premiéra 8. 10. 1932 Praha.
- Májové koťátko, premiéra 1. 6. 1933 Praha, Thalia.
- Kanonýři od Strahovské brány, premiéra 14. 9. 1933 Praha.
- Utíkejte, Prajzi jdou, premiéra 8. 3. 1934 Praha, Thalia.
- Praha je láska má, premiéra 27. 10. 1934 Praha.
- Zelená chasa, premiéra 23. 3. 1940, též Zelená krev, klavírní výtah s názvem Louka zelená, Thalia.
- V trojském zámečku, premiéra 13. 6. 1940 Praha, Thalia.
- Ta naše písnička česká (spoluautor Karel Hašler), premiéra 10 8. 1940 Praha, Thalia.